# Долина (Загір'я)
Долина (пол. Dolina) — колишнє лемківське село, тепер — одна з 11 адміністративних дільниць міста Загі́р'я Сяноцького повіту Підкарпатського воєводства у південно-східній Польщі.

## Розташування
Лежить на лівому березі річки Сян на історичному шляху на Закарпаття через Радошицький і Лупківський перевали.

## Історія
Давнє лемківське село (колись — Долина над Сяном), згадується в першому ж наявному масиві документів — у 1418 р. Було закріпачене за німецьким правом. Входило до складу Перемишльської землі Руського королівства.
У 1881 р. в селі було 34 будинків і 233 мешканці. Чисто лемківський склад села змінився внаслідок напливу поляків у зв'язку з введенням Першої угорсько-галицької залізниці і Галицької Трансверсальної залізниці в 1884 р.
На 01.01.1939 р. в селі було 390 жителів села — 310 українців, 70 поляків і 10 євреїв. Село належало до ґміни Сянік Сяніцького повіту Львівського воєводства.
Після Другої світової війни українське населення було піддане етноциду. Частина переселена на територію СРСР в 1945—1946 рр. Родини, яким вдалось уникнути виселення, в 1947 році під час Операції Вісла були депортовані на понімецькі землі.
У 1972 р. Долину і ряд довколишніх сіл приєднали до міста Сянік, але 1 лютого 1977 р. від'єднали і з них утворили місто Загір'я.

## Церква
Дерев'яна церква Покрови Пресвятої Богородиці збудована в 1836 р. У 1936 р. в селі було 312 греко-католиків (також 49 римо-католиків і 10 юдеїв), які належали до парафії Загір'я Сяніцького деканату Апостольської адміністрації Лемківщини. Після заборони греко-католицької церкви в 1946 р. перетворена на костел.